# جیلسون (بازیکن فوتبال)
جیلسون (انگلیسی: Jailson؛ زادهٔ ۷ سپتامبر ۱۹۹۵) بازیکن فوتبال اهل برزیل است که در حال حاضر برای سلتاویگو در پست هافبک بازی می‌کند.
از باشگاه‌هایی که در آن بازی کرده است می‌توان به پالمیراس، فنرباغچه، سلتاویگو، دالیان پروفشنال و گرمیو اشاره کرد.

## دوران باشگاهی

### چاپه‌کوئنزه
جیلسون نخستین بازی حرفه‌ای خود را در ۱۸ مارس ۲۰۱۵ برای چاپه‌کوئنزه در دیداری از رقابت‌های جام حذفی برزیل برابر اینترپورتو انجام داد. او در نیمهٔ دوم وارد زمین شد و تیمش با نتیجهٔ ۵–۲ در زمین حریف پیروز شد.

### گرمیو
در ژانویهٔ ۲۰۱۶، جیلسون به باشگاه مادرش گرمیو بازگشت. او نخستین بازی خود را برای این تیم در شکست ۳–۲ خارج از خانه برابر سائو پائولو-آر.اس در چارچوب کامپه‌ئوناتو گائوشو انجام داد. جیلسون نخستین گل حرفه‌ای خود را در تساوی ۳–۳ خارج از خانه برابر تیم سابقش چاپه‌کوئنزه در چارچوب کامپه‌ئوناتو برازیلیرو به ثمر رساند.

### فنرباغچه
در ۳۰ اوت ۲۰۱۸، جیلسون به باشگاه سوپر لیگ یعنی فنرباغچه پیوست.

### دالیان پرو
در ۱۸ سپتامبر ۲۰۲۰، جیلسون با باشگاه سوپر لیگ چین یعنی دالیان پرو قرارداد امضا کرد. او در سال ۲۰۲۱ برای این تیم بازی نکرد زیرا نتوانست به چین بازگردد.

### پالمیراس
در ۷ ژانویهٔ ۲۰۲۲، جیلسون با باشگاه فوتبال پالمیراس قرارداد بست.

### سلتا
در ۲۸ دسامبر ۲۰۲۳، جیلسون به اسپانیا رفت و با باشگاه لالیگاییِ سلتاویگو قراردادی تا ۳۰ ژوئن ۲۰۲۵ امضا کرد.